# Guam i olympiska vinterspelen 1988
Guam deltog med en deltagare vid de olympiska vinterspelen 1988 i Calgary. Landets deltagare erövrade ingen medalj.

## Skidskytte
- Judd Bankert